# Enako
Enako（1994年1月22日—），女歌手、聲優、Cosplayer，居住於日本愛知縣，身高154cm，血型爲A型。2011年8月，她在Comic Market 80上Cosplay帕秋莉·諾雷姬而受到關注，隨後推出了數張寫真ROM。其後的Comic Market上，Enako均參與了Cosplay表演。2012年6月以來她數次訪中。
她和同爲Cosplayer的五木昶（五木あきら）、黑貓（くろねこ）曾組建音樂團體panache!（パナシェ！），所屬唱片公司爲日本索尼音樂娛樂旗下的DefSTAR Records。該組合2012年8月正式成立，於2013年4月26日在官網宣布解散，解散原因是黑貓已經就職。

## 訪中活動
- 由龍之咲社團協同上海颯卡文化傳播有限公司發起策劃，Pika Vision工作室負責拍攝，Enako於2012年6月1日－3日來到上海，拍攝了《NEW ENAPLUS》《上海大圖書館》兩本寫真，並進行了交流見面會。[7][8]
- Enako以panache!成員身份參加了於2012年12月14－16日舉辦的第一屆成都卡弗動漫遊戲展，進行了現場演出。[9]
- Enako參加了於2013年2月23日舉行的上海第七屆魔都同人音樂會（MY06）。[10][11]
- 2013年3月14日，Enako光臨成都卡弗動漫遊戲展，寫真集《蜀夢》則於4月29日CAF Extra首發。[12][13]同年8月2日－4日，登上第二屆成都卡弗動漫遊戲展的舞臺，翻唱動畫歌曲。[14]

## ROMs
2011年
1. エナプラス＋ （LOVEPLUS：高嶺愛花）
2. えなことLOVEる （出包王女：金色闇影）
3. 東方えなこりん （東方Project：犬咲夜、帕秋莉·諾雷姬、鈴仙·優曇華院·稻葉）

2012年
1. えな卒〜Last High School〜 （制服、私服）
2. Enacat（エナキャット） （黑貓、白貓）
3. えなコレクション～Memorial～ （約20種角色）

2013年
1. 虚空のカナリア （穢翼的尤斯蒂婭：艾莉絲·弗羅拉莉、尤斯蒂婭·阿斯托利亞）
2. MiniEnakoRin （私服、睡衣、西裝）

2015年
1. ウチは男の娘。（聖騎士之戰XX：碧姬）
2. 中華娘娘 （旗袍、女佣）
3. Maid for Enakorin

2016年
1. えな卒～after school～
2. Little Tea Party（Lolita fashion：soufflesong）

## 配音
2017年
- 變形少女（琳）

2018年
- 大人的防具店（預告旁白、魔王）

2021年
- 大人的防具店II（預告旁白、魔王）

2022年
- 遊戲王GO RUSH!!（魔法羊女メェ～グちゃん[15]）

2023年
- 不當哥哥了！（妮可拉拉）

## 外部連結
- （日語）Enako的Offical Web site專頁 (2015.11.25 -)
- （日語）Enako的X（前Twitter） (2015.03.04 -)
- （日語）Enako（页面存档备份，存于）的Official Blog專頁 (2016.05.12 -)
- （日語）Enako的Instagram帳戶 (2015.07.29 -)
- （日語）（中文）Enako的新浪微博
- （日語）panache!官方網站 (休眠)
- （日語）panache!的Facebook專頁 (休眠)